# Leo Törnqvist
Leo Waldemar Törnqvist, född 14 februari 1911 i Jeppo, död 18 april 1983 i Helsingfors, var en finländsk statistiker.
Törnqvist blev filosofie doktor 1937. Han var 1938–1950 trafikinspektör vid Statsjärnvägarna och 1950–1974 professor i statistik vid Helsingfors universitet. Han var en banbrytare för ekonometrisk forskning i Finland; hans forskningsverksamhet omfattade bland annat beslutsteori, indexteori och befolkningsvetenskap. 
Han var bror till Sigfrid och Erik Törnqvist samt far till fysikern Nils Törnqvist och morfar till Linus Torvalds.